# Amazon Luna
Amazon Luna est un service de jeu vidéo à la demande développé et exploité par Amazon. Annoncé le 24 septembre 2020, il est disponible sur iOS, Android, macOS, Windows et Fire TV. Il utilise le service de cloud computing de la société, Amazon Web Services, et intègre la plateforme de streaming Twitch. Amazon s'est associé à Ubisoft pour proposer un abonnement dédié aux titres de l'éditeur.
Les jeux tournent généralement à 60 images par seconde en définition 1080p. Tout comme Stadia, une manette construite exprès pour la plateforme est proposée.